# هيئة تعليم لندن الداخلية
كانت هيئة تعليم لندن الداخلية ( ILEA ) ذات سلطة تعليمية محلية مخصصة لمدينة لندن و 12 منطقة محلية في لندن من عام 1965 حتى إلغائها في عام 1990. وأعيد تشكيل السلطة كهيئة اعتبارية منتخبة مباشرة في 1 أبريل 1986.

## التاريخ
تأسست هيئة تعليم لندن الداخلية عندما استبدل مجلس لندن الكبرى (GLC) بمجلس مقاطعة لندن باعتباره السلطة المحلية الرئيسية في لندن عام 1965. و تولى مجلس مقاطعة لندن مسؤولية التعليم في هيئة لندن الداخلية من مجلس مدرسة لندن في عام 1904. بما كان ستصبح لندن الخارجية ، و كان يتم إدارة التعليم في المقام الأول من قبل مجالس المقاطعات والأحياء الإدارية ذات الصلة ، مع تفويض بعض الوظائف إلى مجالس الدرجة الثانية في المنطقة.
أوصى تقرير لجنة هربرت في عام 1960 بإنشاء مجلس لندن الكبرى. الذي دعا إلى تقسيم السلطات التعليمية على مستوى لندن بين مجلس لندن الكبرى وبلدات لندن. و سوف يكون مجلس لندن الكبرى مسؤول عن السيطرة الاستراتيجية على المدارس ، والأحياء الإدارية الروتينية.و رفضت الحكومة هذا الجزء من التقرير. و أرادت من المجالس في منطقة لندن الخارجية المستقبلية أن تكون مسيطرة أكثر على التعليم ، مما منع إنشاء LEA على مستوى لندن ، وكانت هناك معارضة قوية من المعلمين والهيئات الأخرى لفكرة تقسيم LCC LEA. وبالتالي ، أنشأ قانون حكومة لندن لعام 1963 لترث هيئة تعليم لندن الداخلي المسؤوليات التعليمية لـ مجلة لندن , و أعطى لأحياء لندن الخارجية LEA. و كانت هيئة تعليم لندن الداخلية في الأصل كهيئة مؤقتة سيتم مراجعة وضعها قبل عام 1970 ،لكن حكومة العمل جعلت وضعها دائم في عام 1965.
لم تقم هيئة تعليم لندن الداخلية بتغطية المنطقة الصغيرة في North Woolwich ، والتي كانت جزءً من مقاطعة لندن و لكن تم نقلها إلى لندن بورو الجديدة في نيوهام في لندن الخارجية.
تتمتع هيئة تعليم لندن الداخلية بوضع قانوني غير عادي إلى حد ما. من الناحية الفنية ، كان مجلس لندن الكبرى نفسه يملك السلطة التعليمية داخل لندن ، ولكن كان صعبا إداريًا وغير عادل سياسيًا و ذلك بسماحه لأعضاء لندن الخارجيين في مجلس لندن الكبرى ب بالمساهمة. لذلك ، فوض مجلس لندن الكبرى المسؤولية إلى هيئة تعليم لندن الداخلية باعتبارها "لجنة خاصة'' ، تتكون من أعضاء مجلس لندن الكبرى و من منطقة لندن الداخلية ، بالإضافة إلى عضو واحد مفوض من كل من الأحياء الداخلية في لندن ومدينة لندن . و يميل أعضاء مجلس لندن الكبرى/هيئة تعليم لندن الداخلية إلى التركيز على واجب واحد فقط.

## التكوين السياسي
كان من الممكن أن تملك هيئة تعليم لندن الداخلية غالبية أعضاء حزب العمل عندما كان لدى مجلس لندن الكبرى غالبية أعضاء المحافظين ، وقد حدث هذا من 1970 إلى 1973 ومن 1977 إلى 1981. بالإضافة إلى ذلك ، فإن معظم القرارات الهامة التي اتخذتها هيئة تعليم لندن الداخلية اتخذت من قبل لجنة التعليم ، والتي استقر عليها كل عضو. و يمكن للجنة التعليم أيضًا أن تستوعب الأعضاء من ذوي الخبرة في التعليم ، ويمثل بعضهم نقابات التدريس.
كان التكوين الأولي لـ هيئة تعليم لندن الداخلية في عام 1964 هو 43 عضوًا في حزب العمال لـ 9 محافظين ، و واحد مستقل. , بعد انتخابات عام 1967 ، فاز المحافظون بأغلبية التصويت، وأصبح كريستوفر شاتواي زعيمًا. ومع ذلك ، استولى حزب العمل على زمام الأمور في عام 1970 وبدأ آشلي برامال قيادته الطويلة. وشهدت ولايته أن تنتقل هيئة تعليم لندن الداخلية إلى التعليم الشامل وإلغاء العقوبة البدنية المدرسية . ,و قد احتفظ بالسلطة على الرغم من فوز المحافظين في انتخابات مجلس لندن الكبرى عام 1977.
عندما استولت الجهة اليسارية، تحت كين ليفينغستون ، بالسيطرة على مجلس لندن الكبرى بعد انتخابات 1981 ، فقد برامال منصبه في تصويت داخلي لحزب العمل ، وتم استبداله ببراين ديفيز . أعرب ليفينغستون في وقت لاحق عن أسفه لهذا القرار وأعرب عن إعجابه بقدرات برامال القيادية. و شهدت السنوات المتبقية من هيئة تعليم لندن الداخلية بسلسلة من القيادات اليسارية ، و لم تدوم أي منها طويلًا أو اكتسبت سمعة قوية. حيث قادت فرانسيس موريل ، التي كانت تعمل في السابق مساعدة لتوني بين ، في منظمة نسائية من هيئة تعليم لندن الداخلية في الفترة من 1983 إلى 1987 ،  قبل تولي نيل فليتشر زمام الأمور.

## قائمة القادة
تم إنشاء هيئة تعليم لندن الداخلية رسميًا في عام 1964 وبدأت عملياتها في عام 1965 ، لكن منصب القائد لم يكن موجودً حتى أبريل 1967. و في فترة 1964-1967 تم تقاسم القيادة الفعلية بين رئيس لجنة التعليم ، جيمس يونغ ، ورؤساء السلطة ، هارولد شيرمان (1964-1965) وآشلي برامال (1965-1967). من عام 1967 كان قادة هيئة تعليم لندن الداخلية :
- كريستوفر شاتواي 1967-1969
- لينا تاونسند 1969-1970
- آشلي برامال 1970-1981
- برين ديفيز 1981-1983
- فرانسيس موريل 1983-1987
- نيل فليتشر 1987-1990

## وظائف اضافيه
كان لدى هيئة تعليم لندن الداخلية خدمة البث للمدارس الخاصة بها ، و خدمة التلفزيون التربوي ، و كان مقرها في مدرسة تينيسون الثانوية السابقة ، طريق Thackeray SW8 . و كان لدى المركز التليفزيوني استوديوين تلفزيونيين عمليين ، واستوديو تدريبي ، وجهاز تحكم رئيسي وأجهزة خلط الصوت والصورة. و كان يعتقد أن هذا هو أكبر نظام تلفزيوني في العالم. و كان الإرسال الأول في 16 سبتمبر 1969 واستمرت الخدمة التلفزيونية حتى عام 1977. و عندما أراد مكتب البريد الانسحاب من عقده في أواخر السبعينيات ، تم نقل البث إلى أشرطة VHS  وأغلقت الشبكة التلفزيونية.
تم بناء مسرح Cockpit ، Marylebone (المعروف أيضًا في Cockpit Youth and Arts Centre) في شارع Gateforth ، لندن ، NW8 ، على حافة منطقة Lisson Green لـ هيئة تعليم لندن الداخلية في 1969-70. تم تصميمه كمسرح في الجولة من قبل إدوارد مندلسون. و أنشأت هيئة تعليم لندن الداخلية أول شركة لمسرح خاص بالتعليم و يتم تضمينها بالكامل داخل هيئة تعليم محلية. و وظفت سبعة معلمين ومدير للمسرح و ركزت عملها على المدارس الثانوية والتعليم الإضافي. بالإضافة إلى TIE التقليدي ، و تم استخدم غرفة القيادة كمنهج لتطوير العروض التي تحلل مجموعة النصوص. و عندما تم الغاء هيئة تعليم لندن الداخلية في عام 1990 تم نقل ملكية المسرح إلى لندن بورو في وستمنستر .
كما تدير هيئة تعليم لندن الداخلية أيضًا مركزً للرياضات المائية في Greenland Dock في Bermondsey ، و مركز دراسات الحياة ، وهو مركز تدريب لعلماء الأحياء في التعليم الثانوي ، في حديقة حيوانات لندن .

## إعادة
تم إصلاح قانون هيئة تعليم لندن الداخلية بموجب قانون الحكومة المحلية لعام 1985 الذي أعاد تشكيله كهيئة اعتبارية مستقلة وسلطة منتخبة مباشرة. و ظهرت الهيئة البديلة قبل إلغاء اللجنة الخاصة لـ مجلس لندن الكبرى وكانت تُعرف باسم هيئة التعليم المؤقتة في لندن الداخلية حتى دخلت سلطاتها في 1 أبريل 1986.
في انتخابات مايو 1986 ، انتخبت كل دائرة انتخابية برلمانية في لندن عضوين من هيئة تعليم لندن الداخلية . و فاز العمال بسهولة.

## إلغاء
واجهت هيئة تعليم لندن الداخلية محاولة واحدة لإلغائها في عام 1980. و أدى إلغاء مجلس لندن الكبرى، الذي تم الإعلان عنه في عام 1983 ، إلى محاولة أخرى للتخلص من هيئة تعليم لندن الداخلية ، ولكن كانت منطقة Inner London Boroughs غير مستعدة للتعامل مع الخدمات التعليمية. و كانت حكومة المحافظين بقيادة مارغريت تاتشر ، التي نمت لتكره هيئة تعليم لندن الداخلية كإفراط في الإنفاق والبيروقراطية بينما كانت وزيرة التعليم في أوائل السبعينيات ، وكانت تود إلغائها.
واصل النواب المحافظون من Backbench معارضة استمرار هيئة تعليم لندن الداخلية . و اقترح مشروع قانون إصلاح التعليم في كينيث بيكر و السماح ل Boroughs الذين أرادوا الانسحاب من هيئة تعليم لندن الداخلية أن يصبحوا سلطات تعليمية. ومع ذلك ، تم إجبار يد الحكومة عندما تم تقديم تعديل في مجلس العموم من قبل نورمان تيبيت وبدعم من مايكل هيسلتين لإلغاء هيئة تعليم لندن الداخلية تمامًا. كان هذا التحالف غير المحتمل ملحوظًا بشكل خاص لأن Tebbit و Heseltine يمثلان أجنحة إيديولوجية مختلفة جدًا للحزب المحافظ. كما كان مصدرًا لبعض الجدل المحلي في ذلك الوقت ، حيث مثل كلا العضوين الدوائر الانتخابية ( Chingford و Henley على التوالي) خارج منطقة هيئة تعليم لندن الداخلية .
أعلنت الحكومة في 4 فبراير 1988 أنها ستقبل تعديل Tebbit / Heseltine وإلغاء هيئة تعليم لندن الداخلية في عام 1990 كجزء من قانون إصلاح التعليم لعام 1988 . بمجرد تمرير مشروع القانون ، امتثلت هيئة تعليم لندن الداخلية لهذا القرار لصالح التعليم. أصبحت أحياء لندن الداخلية سلطات تعليمية ، وما زالت كذلك حتى اليوم.
كان إلغاء قانون هيئة تعليم لندن الداخلية يعني أنه كان على أحياء لندن الداخلية ، من بين أمور أخرى ، وضع سياسات القبول الخاصة بها. وقد أثر هذا بشكل غير مباشر على قبول المدارس في جميع أنحاء البلاد ، لأن حكم جرينويتش لعام 1989 أثبت أن LEA لم تعد قادرة على منح سكانها الأولوية للوصول إلى المدارس.